# Saint-Laurent-de-Chamousset
Saint-Laurent-de-Chamousset és un municipi francès situat al departament del Roine i a la regió d'Alvèrnia-Roine-Alps. L'any 2007 tenia 1.856 habitants.

## Demografia

### Població
El 2007 la població de fet de Saint-Laurent-de-Chamousset era de 1.856 persones. Hi havia 708 famílies de les quals 212 eren unipersonals (108 homes vivint sols i 104 dones vivint soles), 236 parelles sense fills, 220 parelles amb fills i 40 famílies monoparentals amb fills.
La població ha evolucionat segons el següent gràfic:
Habitants censats

### Habitatges
El 2007 hi havia 814 habitatges, 716 eren l'habitatge principal de la família, 34 eren segones residències i 64 estaven desocupats. 567 eren cases i 247 eren apartaments. Dels 716 habitatges principals, 440 estaven ocupats pels seus propietaris, 254 estaven llogats i ocupats pels llogaters i 22 estaven cedits a títol gratuït; 9 tenien una cambra, 55 en tenien dues, 153 en tenien tres, 206 en tenien quatre i 293 en tenien cinc o més. 435 habitatges disposaven pel capbaix d'una plaça de pàrquing. A 317 habitatges hi havia un automòbil i a 293 n'hi havia dos o més.

### Piràmide de població
La piràmide de població per edats i sexe el 2009 era:
| Homes | Edats   | Dones |
| ----- | ------- | ----- |
| 0     | 95 o +  | 0     |
| 8     | 90 a 94 | 12    |
| 32    | 85 a 89 | 36    |
| 20    | 80 a 84 | 36    |
| 32    | 75 a 79 | 56    |
| 20    | 70 a 74 | 40    |
| 40    | 65 a 69 | 36    |
| 40    | 60 a 64 | 36    |
| 32    | 55 a 59 | 36    |
| 36    | 50 a 54 | 60    |
| 40    | 45 a 49 | 56    |
| 92    | 40 a 44 | 56    |
| 64    | 35 a 39 | 84    |
| 64    | 30 a 34 | 52    |
| 44    | 25 a 29 | 40    |
| 48    | 20 a 24 | 32    |
| 32    | 15 a 19 | 48    |
| 68    | 10 a 14 | 60    |
| 72    | 5 a 9   | 80    |
| 36    | 0 a 4   | 36    |

## Economia
El 2007 la població en edat de treballar era de 1.125 persones, 839 eren actives i 286 eren inactives. De les 839 persones actives 799 estaven ocupades (434 homes i 365 dones) i 40 estaven aturades (17 homes i 23 dones). De les 286 persones inactives 90 estaven jubilades, 128 estaven estudiant i 68 estaven classificades com a «altres inactius».

### Ingressos
El 2009 a Saint-Laurent-de-Chamousset hi havia 701 unitats fiscals que integraven 1.646 persones, la mediana anual d'ingressos fiscals per persona era de 17.263,5 €.

### Activitats econòmiques
Dels 123 establiments que hi havia el 2007, 2 eren d'empreses extractives, 3 d'empreses alimentàries, 9 d'empreses de fabricació d'altres productes industrials, 21 d'empreses de construcció, 17 d'empreses de comerç i reparació d'automòbils, 3 d'empreses de transport, 7 d'empreses d'hostatgeria i restauració, 2 d'empreses d'informació i comunicació, 10 d'empreses financeres, 7 d'empreses immobiliàries, 18 d'empreses de serveis, 14 d'entitats de l'administració pública i 10 d'empreses classificades com a «altres activitats de serveis».
Dels 42 establiments de servei als particulars que hi havia el 2009, 1 era una oficina d'administració d'Hisenda pública, 1 gendarmeria, 1 oficina de correu, 3 oficines bancàries, 3 tallers de reparació d'automòbils i de material agrícola, 2 autoescoles, 2 paletes, 5 guixaires pintors, 6 fusteries, 4 lampisteries, 3 electricistes, 3 perruqueries, 1 veterinari, 1 agència de treball temporal, 2 restaurants, 3 agències immobiliàries i 1 saló de bellesa.
Dels 9 establiments comercials que hi havia el 2009, 2 eren botiges de menys de 120 m², 2 fleques, 1 una llibreria, 1 una botiga de roba, 1 un drogueria, 1 una joieria i 1 una floristeria.
L'any 2000 a Saint-Laurent-de-Chamousset hi havia 42 explotacions agrícoles que ocupaven un total de 1.152 hectàrees.

## Equipaments sanitaris i escolars
El 2009 hi havia 1 hospital de tractaments de curta durada, 1 hospital de tractaments de mitja durada (seguiment i rehabilitació), 1 un hospital de tractaments de llarga durada, 1 farmàcia i 1 ambulància.
El 2009 hi havia 2 escoles elementals. Saint-Laurent-de-Chamousset disposava d'un col·legi d'educació secundària amb 251 alumnes.

## Poblacions més properes
El següent diagrama mostra les poblacions més properes.